# Зарічний (Ромодановський район)
Зарі́чний (рос. Заречный, ерз. Заречный) — селище у складі Ромодановського району Мордовії, Росія. Входить до складу Пушкінського сільського поселення.

## Населення
Населення — 17 осіб (2010; 31 у 2002).
Національний склад (станом на 2002 рік):
- росіяни — 100 %